# Côte-des-Neiges
Côte-des-Neiges  (prononciation québécoise: [koːt de ˈneːʒ]; ancien nom : Côte Notre-Dame-des-Neiges) est un quartier sociologique de la ville de Montréal situé au nord de l'arrondissement Côte-des-Neiges-Notre-Dame-de-Grâce. Il est logé au centre de l'île de Montréal sur le versant ouest du mont Royal et il est traversé en son centre par le chemin de la Côte-des-Neiges. On y comptait 92 870 habitants en 2013
Découpé en 1698, à l'époque de la Nouvelle-France, comme l'une des neuf côtes intérieures de la seigneurie de l'Île-de-Montréal, Côte Notre-Dame-des-Neiges devient officiellement le village Côte-des-Neiges à l'ouverture du chemin de la Côte-des-Neiges en 1862. Le village est scindé en 1889 puis entièrement annexé à la ville de Montréal en 1910. Longtemps agricole, le quartier s'urbanise dans sa totalité après la Seconde Guerre mondiale.
Désormais, au début du XXIe siècle, on y retrouve le campus de l’Université de Montréal (édifice principal Pavillon Roger-Gaudry) et de ses écoles affiliées (la Polytechnique et HEC Montréal), le centre hospitalier universitaire Sainte-Justine, l'hôpital général juif et l'Oratoire Saint-Joseph.
Côte-des-Neiges est le quartier le plus cosmopolite de l'île de Montréal.

## Toponymie

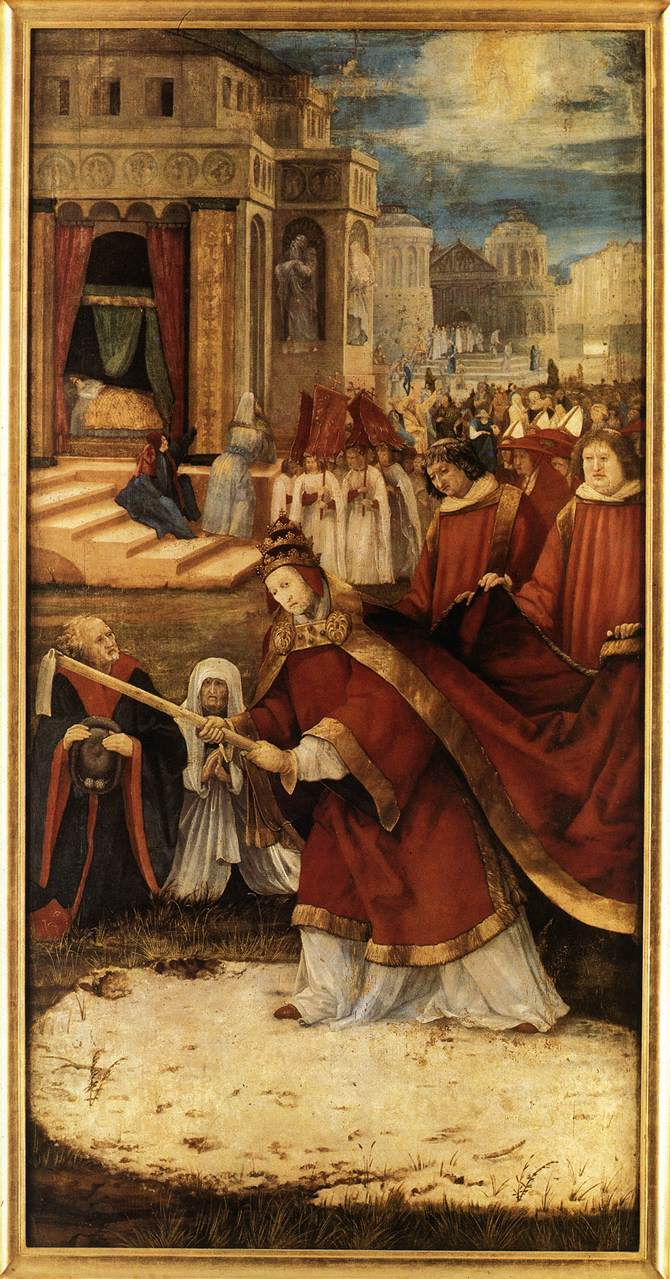
Notre Dame des Neiges de Matthias Grünewald

Le toponyme « Côte-des-Neiges » est une abréviation de  Coste-Notre-Dame-des-Neiges, nom du temps de sa concession en avril 1698.
Une « côte » est une division territoriale au sein d'une seigneurie au temps de la Nouvelle-France. Côte Notre-Dame-des-Neiges est la plus ancienne côte intérieure de la Seigneurie de l'Île-de-Montréal.
La côte aurait été nommée à l'honneur de la dévotion de la fondatrice de la Congrégation de Notre-Dame de Montréal Marguerite Bourgeoys pour Notre-Dame-des-Neiges. Aujourd'hui appelée la dédicace de Sainte-Marie-Majeure, la légende de Notre-Dame-des-Neiges veut qu'en 366 la Sainte Vierge serait apparue à un riche couple sans enfant et, en même temps, au pape Libère pour demander la construction de l'actuelle Basilique Sainte-Marie-Majeure à l'endroit qui serait désigné par de la neige qui tomba le 5 août.

## Histoire

### Concession de la Côte Notre-Dame-des-Neiges

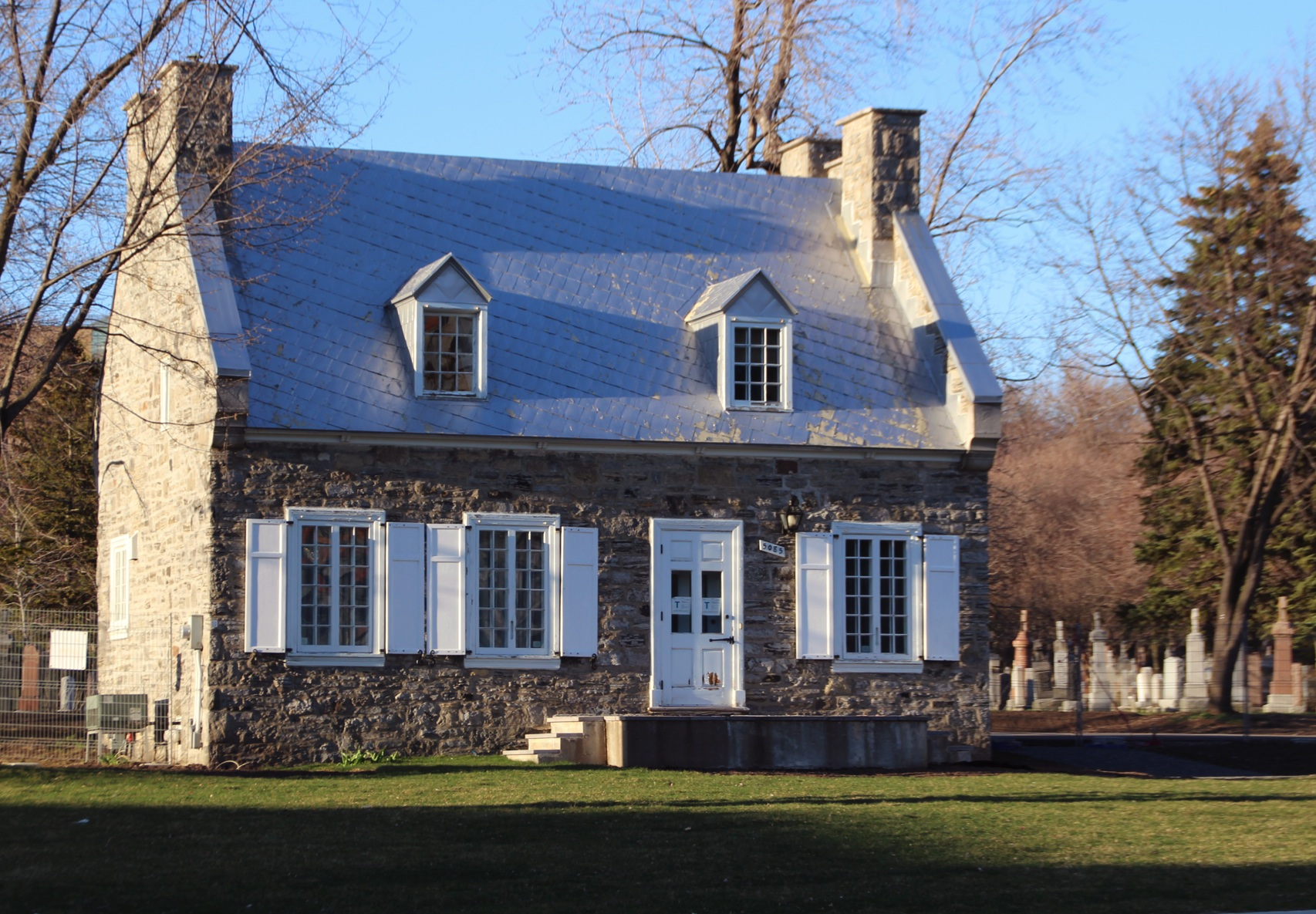
La maison Jarry-Dit-Henrichon bâtie sur le chemin de la Côte-des-Neiges vers 1766

C'est le 8 avril 1698, à la demande de Monsieur Dollier de Casson, supérieur des Sulpiciens et seigneur de Montréal, que l'arpenteur du roi de France Gédéon de Catalogne mesura et borna 34 lots sur une terrasse du versant nord-ouest du Mont Royal. Les terres furent établies perpendiculairement à un ruisseau descendant vers la Rivière des Prairies. Cette disposition rare est toujours visible dans la trame urbaine du quartier.
Les sulpiciens, qui avaient déjà établi en 1675 une mission dans le secteur, construisent un moulin à farine. Des agriculteurs viennent s'y installer. Le hameau s'agrandit. Les sulpiciens font construire une chapelle en 1814. De riches familles anglophones y érigent leur maison de campagne. Vers 1840, des hôtels ouvrent pour accueillir les adeptes de la raquette, nouveau sport en vogue. Le cimetière catholique, situé dans le quartier Saint-Antoine et devenu saturé, est transféré dans Côte-des-Neiges en 1852. Le Collège Notre-Dame ouvre ses portes en 1869 dans l'ancien hôtel Bellevue.
La présence du ruisseau permit la mise en culture du flanc de la montagne et attira très tôt des tanneurs qui valurent à Côte-des-Neiges son surnom de village des tanneurs.

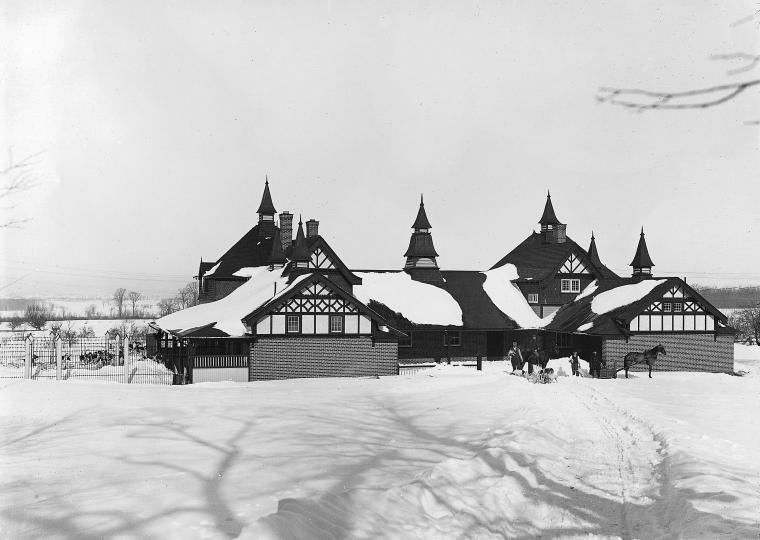
Écuries et chenil du Montreal Hunt Club en 1898

La tannerie était l'industrie principale de cette région, la seule même pendant plus d'un siècle. Sans elle, la Côte-des-Neiges se serait difficilement développée. Le ruisseau qui traversait tout le versant nord-ouest du mont Royal avait attiré cette industrie qui demande beaucoup d'eau.
La piste de course Blue Bonnets s'installe dans le quartier en 1906.
Le Montreal Hunt Club, club de chasse à courre fondé en 1828, vient s'installer en 1896 sur le chemin de la Côte-Sainte-Catherine sur les terres de Donald Lorne Mcdougall. Un pavillon accueille les chasseurs. Ce pavillon a été abandonné puis détruit pour l'agrandissement de l'hôpital Sainte-Justine. Les écuries et le chenil de 1898 ont également été détruits.

### Création du Chemin et du village de Cote-des-Neiges

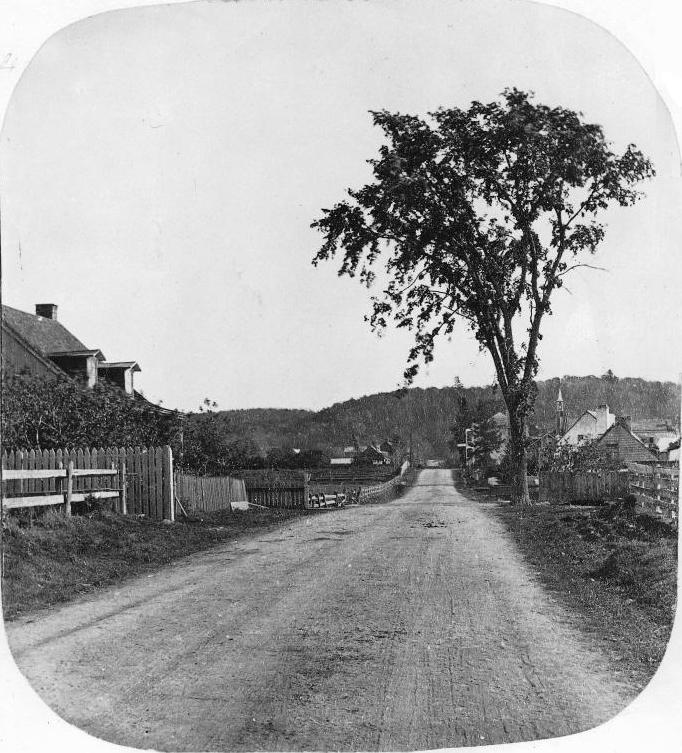
Côte-des-Neiges en 1859

L'ouverture du Chemin de la Côte-des-Neiges en 1862 devient de fait la voie d'accès à la côte des Neiges devenue le village de la Côte-des-Neiges le 25 aout de cette même année (1862). C'est à ce moment que cette voie prend le nom que l'on lui connaît. Le village de Côte-des-Neiges fut, le 21 mars 1889, scindé en deux municipalités, le Haut et le Bas Côte-des-Neiges.

### Annexion à la Ville de Montréal et urbanisation
La Ville de Montréal les annexera en 1908 et le 4 juin 1910. Le chemin principal de l'ancienne côte conserve le nom de Chemin de la Côte-des-Neiges.
Au début du XXe siècle, le village devenu ville est apprécié pour son éloignement de la densité montréalaise et tous les dangers d’épidémies que cela impliquait, c’est pourquoi de nombreux hôpitaux vinrent s’installer sur les pentes paisibles du nouveau quartier.
À ce moment, la population était déjà diversifiée comprenant un fort noyau francophone mais aussi anglophone et irlandais chassés par la famine au XIXe siècle.
C’est avec le début de la construction de l’Université de Montréal dans les années 1930 que le quartier Côte-des-Neiges prend son envol. De multiples immeubles à appartements se construisirent alors sur la rue Édouard Montpetit (autrefois la rue Maplewood, du nom de celui qui fut un des premiers professeurs laïque de la jeune université) et ainsi le quartier devint de plus en plus peuplé. À partir des années 1930 vinrent s'ajouter la communauté juive, puis bien d'autres communautés, leur arrivée reflétant les aléas de la politique internationale.[pas clair]
C'est dans ce quartier que le Frère André construit en 1904 la petite chapelle dédiée à saint Joseph. On inaugure l'Oratoire Saint-Joseph en 1955. Il s'agit du lieu de pèlerinage le plus important dédié à saint Joseph à travers le monde. L’autoroute Décarie est ouverte aux automobilistes en 1966, à temps pour l’Exposition universelle de 1967. La construction de l’autoroute a forcé le déplacement de 285 familles.
Aujourd’hui encore, le quartier est très institutionnel. Avec ses 7 hôpitaux, l’Université de Montréal et ses deux écoles affiliées (HEC Montréal et Polytechnique) ainsi que ses deux collèges privés de grande réputation (Notre-Dame et Brébeuf), le quartier vit au rythme des sessions scolaires. Le quartier est maintenant un des plus populeux de la ville, avec plus de 100 000 habitants, en partie parce qu’il accueille un très grand nombre d’immigrants. Le quartier est maintenant joint à Notre-Dame-de-Grâce au sein fait de l’arrondissement Côte-des-Neiges-Notre-Dame-de-Grâce depuis 2002.

## Géographie

### Situation
Côte-des-Neiges est un quartier de Montréal situé à un peu moins de 5 kilomètres à l'ouest du centre-ville; il est isolé du centre-ville par le Mont Royal et le Cimetière Notre-Dame-des-Neiges.
Le quartier s'étend sur un flanc de colline, d'est en ouest, de la colline d'Outremont du mont Royal, à 211 mètres d'altitude, à la rue Jean-Talon située à environ 50 mètres. Il est délimité par la rue de Vimy au nord et l'avenue Macdonald et le chemin de la Côte-Saint-Luc au sud.

### Secteurs et urbanisme

Différents secteurs de Côte-des-Neiges :
En bleu - Haut de la Côte (Sud)
En violet - Bas de la Côte (Nord)
En jaune - Glenmount
En vert - Snowdon
En orange - Namur–De la Savane

La plupart du quartier Côte-des-Neiges est enclavé par l'autoroute Décarie, le chemin de fer du Canadien Pacifique au sud de Jean-Talon et le flanc ouest du Mont-Royal. Le quartier lui-même est divisé socio-économiquement entre le sud du chemin de la Côte-Sainte-Catherine, le Haut de la Côte, et nord du chemin, le Bas de la Côte.
Hors de l'enclavement, le quartier inclut plusieurs secteurs : le secteur Glenmount, adjacent à ville Mont-Royal au nord ; le secteur Namur–De la Savane à la jonction de l'autoroute Décarie et du rue Jean-Talon Ouest ; et le secteur Snowdon situé entre l'autoroute Décarie et la ville de Hampstead.     

#### Haut de la Côte (Sud)
Le Haut de la Côte, aussi appelé Côte-des-Neiges-Sud, au sud du chemin de la Côte-Sainte-Catherine, est un territoire de 3,31 km2 où l'on comptait, en 2011, 35 982 habitants soit environ 35 % de la population du quartier.  

#### Bas de la Côte (Nord)

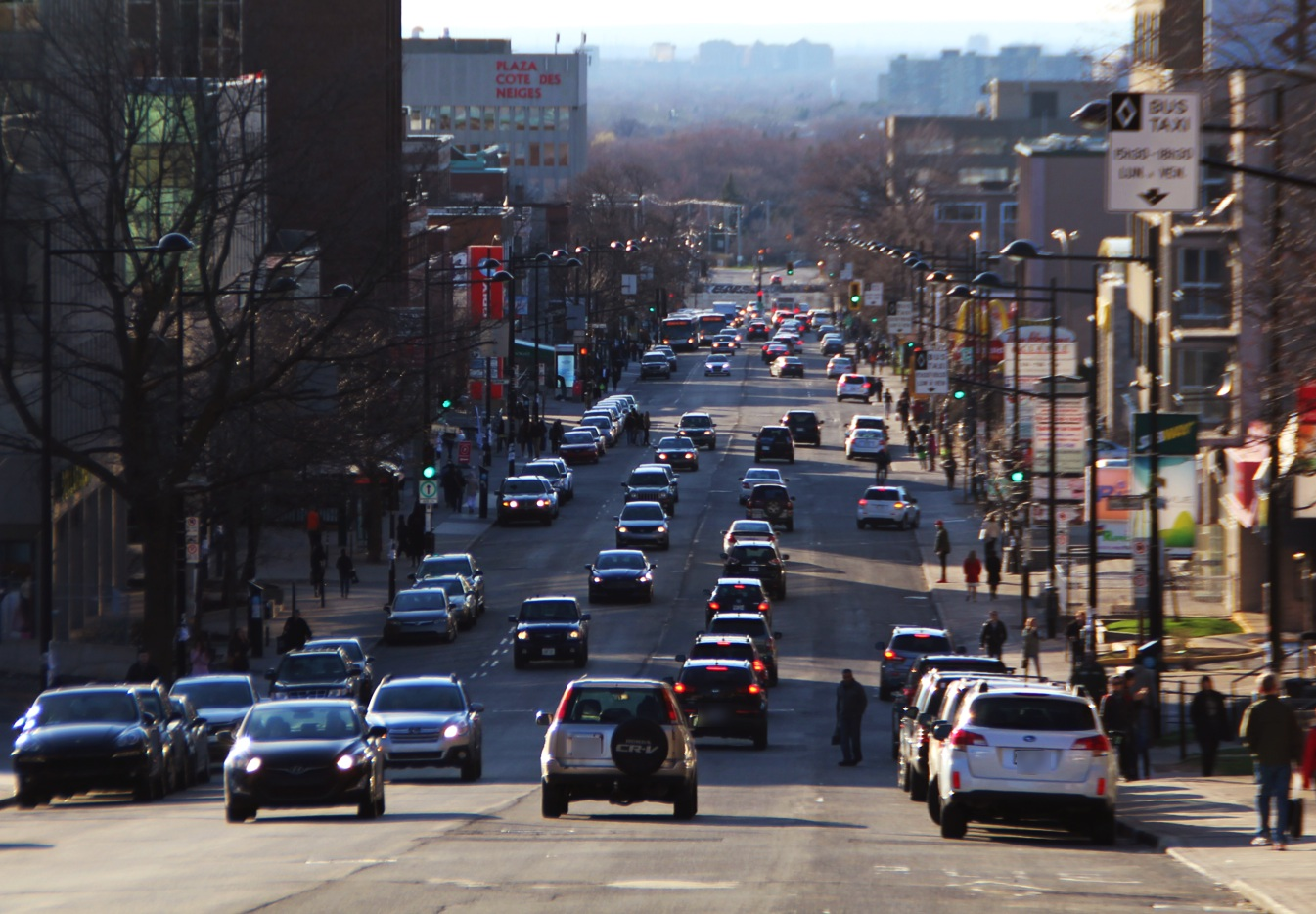
Le Bas de la Côte (Ouest) vue du chemin de la Côte-Sainte-Catherine

Le Bas de la Côte, aussi appelé Côte-des-Neiges-Nord, au nord du chemin de la Côte-Sainte-Catherine, est un territoire de 3,97 km2 où l'on comptait, en 2011, 46 003 habitants soit environ 45 % de la population du quartier. 

#### Glenmount
Le secteur Glenmount est un territoire de 0,57 km2 où l'on comptait, en 2011, 6 458 habitants soit environ 6 % de la population du quartier. 

#### Snowdon
Le secteur Snowdon est un territoire de 0,98 km2 où l'on comptait, en 2011, 10 494 habitants soit environ 10 % de la population du quartier. 

#### Namur–De la Savane

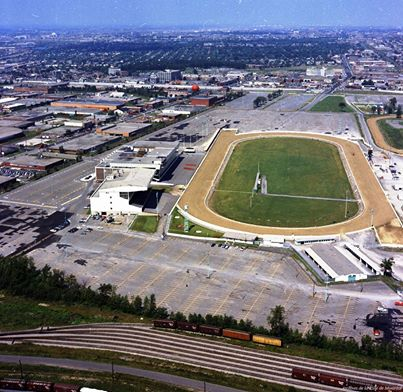
L'Hippodrome de Montréal, aujourd'hui abandonné

Les secteurs de l'Hippodrome et Le Triangle sont un territoire de 2,59 km2 où l'on comptait, en 2011, 3 500 habitants soit environ 4 % de la population du quartier.

#### Le Triangle
Le Triangle est un triangle d’environ 40 hectares délimité par l’avenue Mountain Sights à l’ouest, la rue de la Savane au nord et à l'est et le chemin de fer du Canadien Pacifique (CP) au sud.

## Démographie

Densité de population par km2 (2011) dans le quartier

En 2013, il y avait 102 442 habitants dans Côte-des-Neiges soit environ 6,2 % de la population de la ville de Montréal. Il s'agit de la deuxième plus importante concentration de population sur l'île de Montréal  après Le Plateau-Mont-Royal. C'est au cours de la première moitié du XXe siècle que Côte-des-Neiges connaît sa plus grande expansion; le petit secteur agricole de 1557 habitants en 1901, compte 20 000 habitants en 1941, puis avec son urbanisation massive dans les années 1950, compte près de 100 000 habitants en 1961.
Entre 2006 et 2011, la population dans le quartier est demeurée stable en passant de 102 724 à 102 442 (-0,27 %).

### Immigration
En 2014, 53 % des habitants de Côte-des-Neiges étaient issus de l'immigration récente ; la moyenne montréalaise étant d'environ 33 %. Côte-des-Neiges comptait aussi 18 % d'immigrants récents, le double de la moyenne montréalaise

### Langue
| Langue                            | Locuteurs |
| --------------------------------- | --------- |
| Français                          | 31 350    |
| Anglais                           | 28 150    |
| Anglais et langue non officielle  | 5 140     |
| Tagalog                           | 4 535     |
| Espagnol                          | 3 410     |
| Français et langue non officielle | 3 195     |
| Arabe                             | 3 080     |
| Tamoul                            | 2 255     |
| Russe                             | 2 245     |
| Chinois                           | 1 785     |
| Roumain                           | 1 765     |
| Vietnamien                        | 1 570     |
| Autres langues                    | 13 050    |

On comptait dans Côte-des-Neiges en 2013 une proportion semblable de personnes qui parlaient le français (32 %), une langue autre que le français ou l'anglais (31 %) et l'anglais (31 %) à la maison. Plus de la moitié de la population du quartier est bilingue français-anglais (55 %), 26 % ne parle qu'en anglais et 16 % ne parle qu'en français. Environ 3 400 personnes ne parlent ni français ni anglais dans le quartier.
Après le français et l'anglais, ce sont le tagalog (4 535 locuteurs), l'espagnol (3 410 locuteurs) et l'arabe (3 080 locuteurs) qui sont les langues les plus parlées dans le quartier.

Proportion de personne parlant une langue particulière à la maison dans Côte-des-Neiges (2011)
Français
Anglais
Tagalog
Espagnol
Arabe

### Religion
- Musée historique canadien

## Infrastructures

### Transports

#### Transport en commun

Carte des stations de Métro du quartier Côte-des-Neiges à Montréal

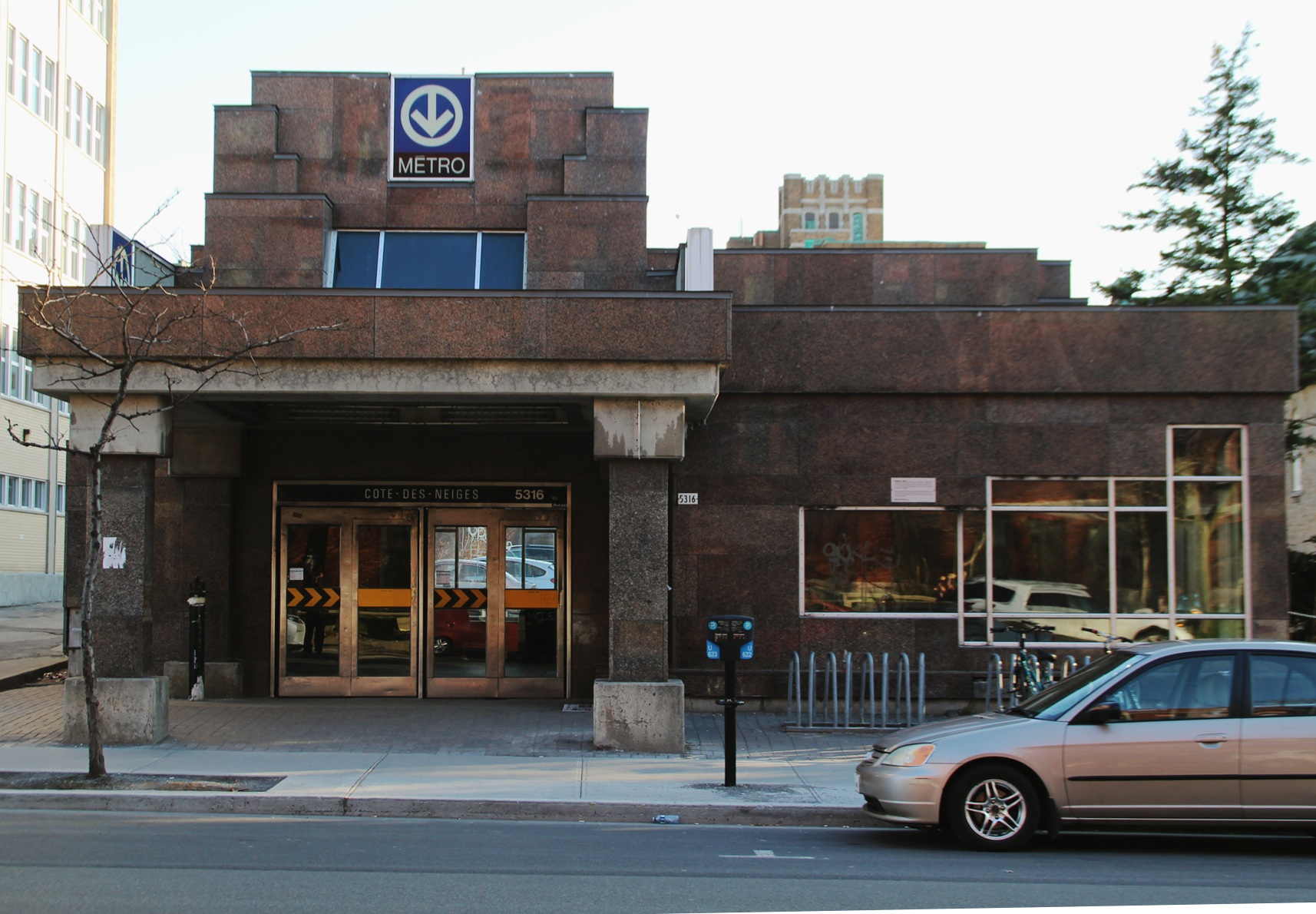
Édicule de la station Côte-des-Neiges.

Plusieurs stations de métro sont situées dans le quartier dont les stations Côte-des-Neiges.

#### Réseau routier
Le quartier Côte-des-Neiges est traversé par l'Autoroute Décarie.

## Points d'intérêt et architecture

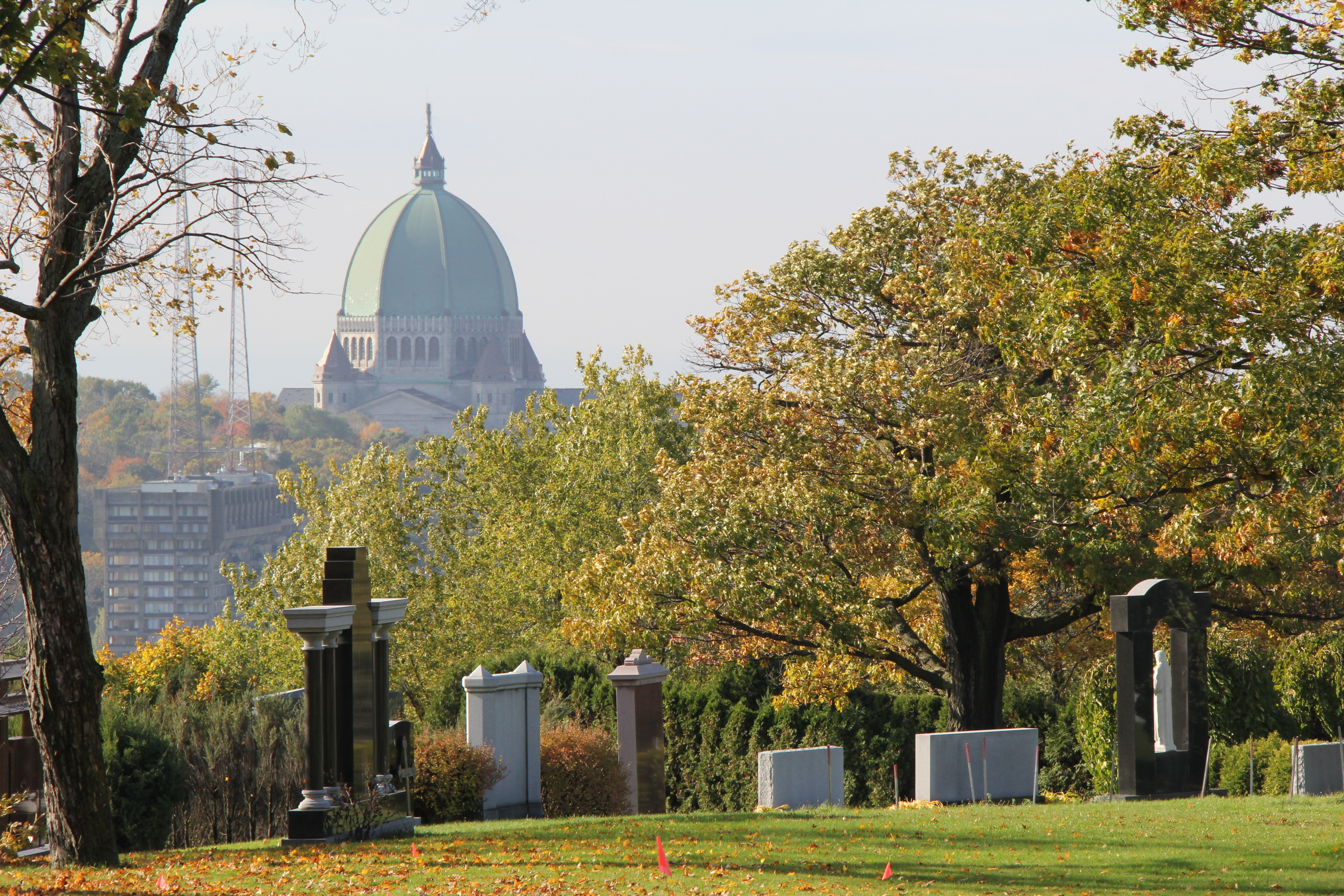
Le cimetière Notre-Dame-des-Neiges (avant-plan) et l'Oratoire St-Joseph (arrière-plan)

- Oratoire St-Joseph
- Cimetière Notre-Dame-des-Neiges
- Musée historique canadien

## Administration et politique

### Districts municipaux
Le quartier de Côte-des-Neiges est représenté par 3 districts électoraux au niveau municipal : Côte-des-Neiges, Snowdon et Darlington.
| Élection | Côte-des-Neiges      | Côte-des-Neiges | Côte-des-Neiges | Snowdon        | Snowdon | Snowdon                     | Darlington       | Darlington | Darlington      |
| Élection | Conseiller           | Parti           | Parti           | Conseiller     | Parti   | Parti                       | Conseiller       | Parti      | Parti           |
| -------- | -------------------- | --------------- | --------------- | -------------- | ------- | --------------------------- | ---------------- | ---------- | --------------- |
| 1982     | Abe Limonchik        |                 | RCM             | Marvin Rotrand |         | RCM                         | Hubert Simard    |            | RCM             |
| 1986     | Abe Limonchik        |                 | RCM             | Marvin Rotrand |         | RCM                         | Hubert Simard    |            | RCM             |
| 1990     | Abe Limonchik        |                 | RCM             | Marvin Rotrand |         | Coalition démocratique (en) | Hubert Simard    |            | RCM             |
| 1994     | Pierre-Yves Mélançon |                 | Vision Montréal | Marvin Rotrand |         | Indépendant                 | Jean Fortier     |            | Vision Montréal |
| 1998     | Pierre-Yves Mélançon |                 | Vision Montréal | Marvin Rotrand |         | Coalition démocratique (en) | Jack Chadirdjian |            | Vision Montréal |
| 2001     | Francine Senécal     |                 | Union Montréal  | Marvin Rotrand |         | Union Montréal              | Saulie Zajdel    |            | Vision Montréal |
| 2005     | Francine Senécal     |                 | Union Montréal  | Marvin Rotrand |         | Union Montréal              | Saulie Zajdel    |            | Union Montréal  |
| 2009     | Helen Fotopulos      |                 | Union Montréal  | Marvin Rotrand |         | Union Montréal              | Lionel Perez     |            | Union Montréal  |
| 2013     | Magda Popeanu        |                 | Projet Montréal | Marvin Rotrand |         | Coalition Montréal          | Lionel Perez     |            | Équipe Coderre  |
| 2017     | Magda Popeanu        |                 | Projet Montréal | Marvin Rotrand |         | Coalition Montréal          | Lionel Perez     |            | Équipe Coderre  |

### Secteurs de recensement

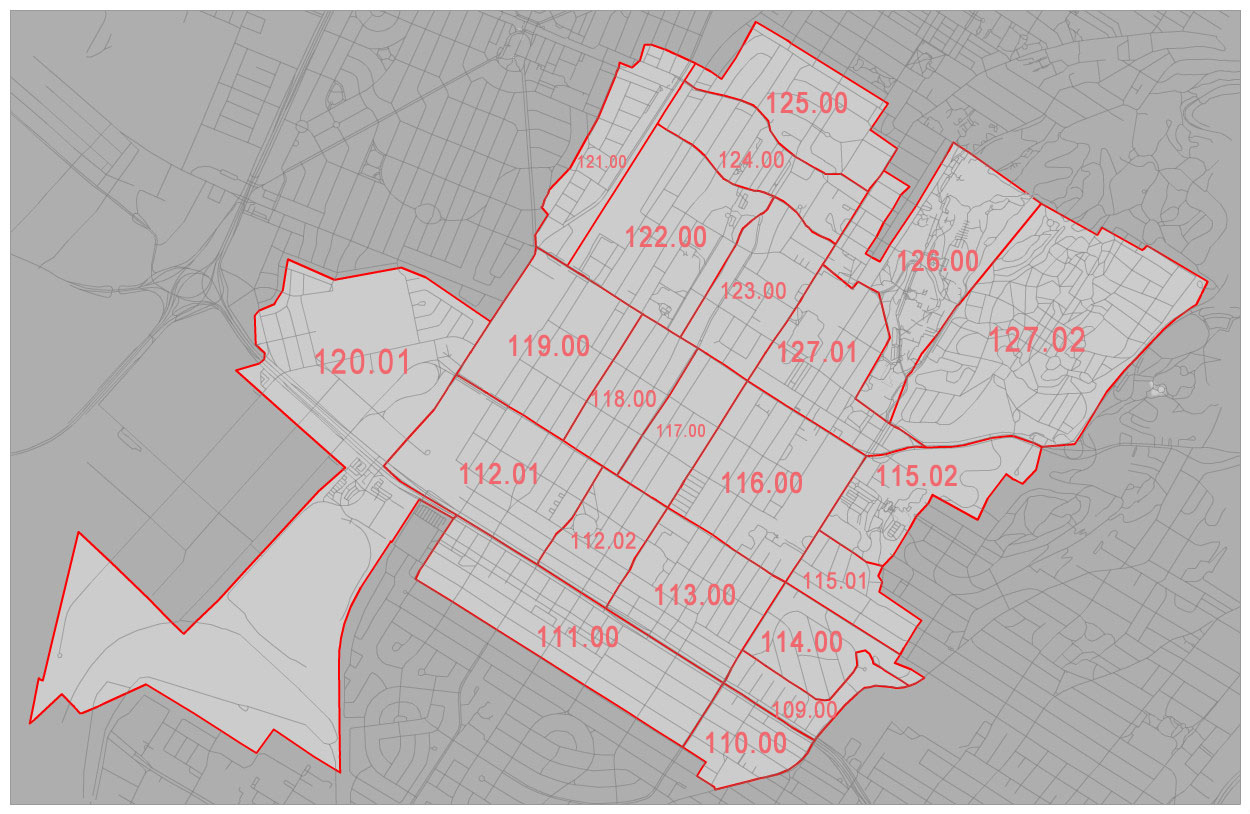
Secteurs de recensement de Côte-des-Neiges

Le quartier de Côte-des-Neiges est divisé en 21 secteurs de recensement par Statistiques Canada :
- 4620109.00
- 4620110.00
- 4620111.00
- 4620112.01
- 4620112.02
- 4620113.00
- 4620114.00
- 4620115.01
- 4620115.02
- 4620116.00
- 4620117.00
- 4620118.00
- 4620119.00
- 4620120.01
- 4620121.00
- 4620122.00
- 4620123.00
- 4620124.00
- 4620125.00
- 4620126.00
- 4620127.01
- 4620127.02

## Culture et mode de vie

### Logement
Environ 98 % des logements privées occupés de Côte-des-Neiges sont des appartements (locatif ou condominium confondu).

## Santé
Le quartier comporte plusieurs établissements de santé (publics et privés), tels que l'Hôpital général juif, le Centre hospitalier universitaire Sainte-Justine, le Centre hospitalier de St. Mary ainsi que le Centre de santé et de services sociaux de la Montagne (CSSS).

## Éducation
On pourrait aussi qualifier Côte-des-Neiges de quartier étudiant en raison de sa proximité avec le campus de l’Université de Montréal et de ses écoles affiliées (Polytechnique et HEC Montréal). Ses cafés et restaurants sont populaires auprès des étudiants qui s’y donnent rendez-vous. On y retrouve de nombreux restaurants et commerces ethniques.
- Université de Montréal
- HEC Montréal
- Polytechnique
- Collège Notre-Dame de Montréal
- Collège Brébeuf

## Organisme communautaire

### Chalet Kent

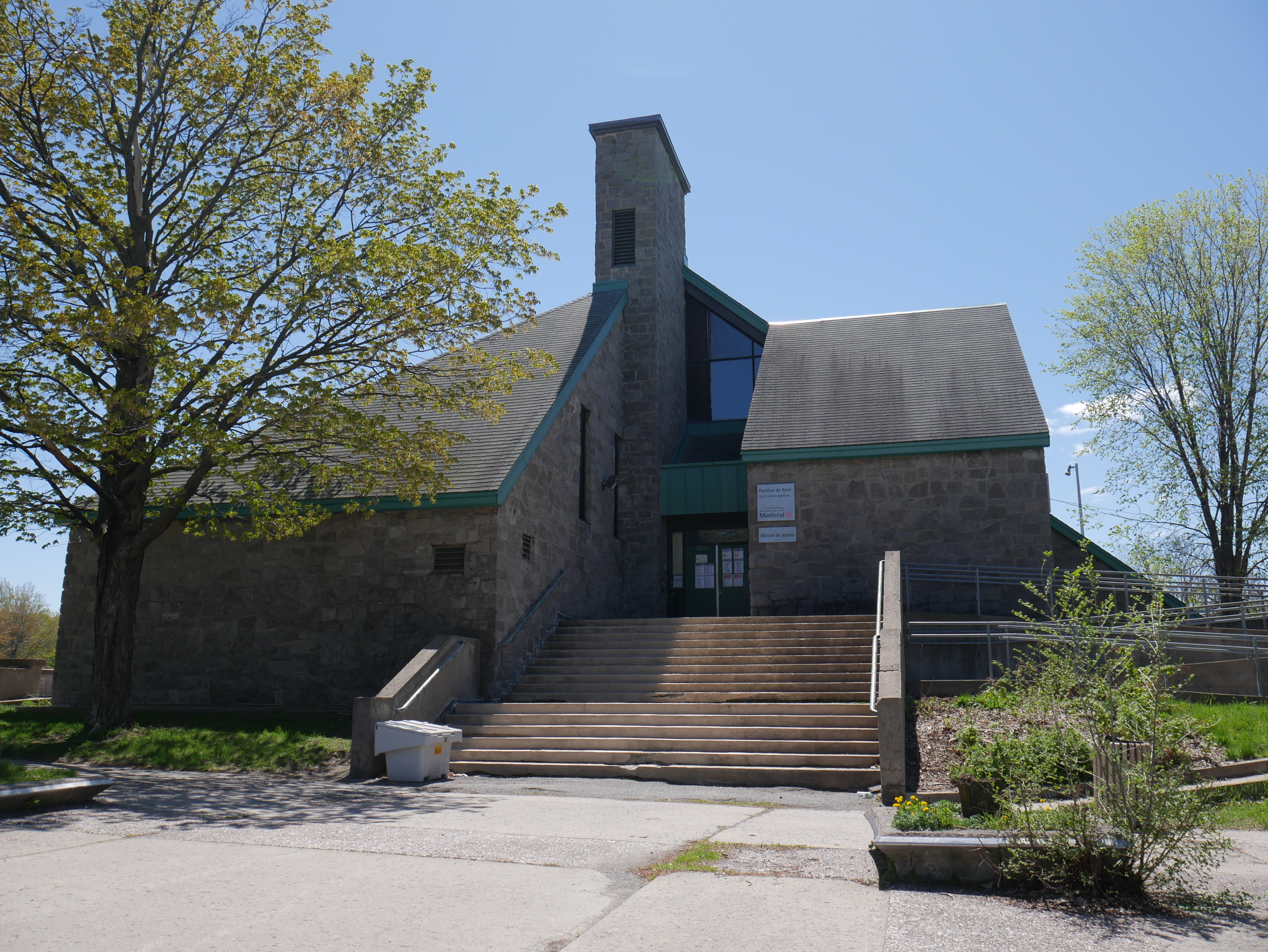
Maison des jeunes de Côte-des-Neiges

Cet établissement existe depuis 1987 et a été bâti afin de servir de centre d'entraînement aux jeux olympiques de 1976. Ce lieu s'est ensuite transformé en une maison des jeunes, appelé le Chalet Kent, situé à Côte-des-Neiges sur la rue Appleton.
Ce lieu est un rendez-vous pour les jeunes de 11 à 18 ans qui se réunissent pour partager leur vie quotidienne.
Le Chalet Kent joue un rôle actif dans la vie de quartier de Côte-des-Neiges, que ce soit par sa participation à des événements tels que l'exposition Que Du Love ou l'engagement de son studio de musique lors du Salon du livre de Montréal